# Neosartorya pseudofischeri
Neosartorya pseudofischeri är en svampart som beskrevs av S.W. Peterson 1992. Neosartorya pseudofischeri ingår i släktet Neosartorya och familjen Trichocomaceae.   Inga underarter finns listade i Catalogue of Life.